# Jourgnac
Jourgnac é uma comuna francesa na região administrativa da Nova Aquitânia, no departamento de Alto Vienne. Estende-se por uma área de 14,39 km². Em 2010 a comuna tinha 1 122 habitantes (densidade: 78 hab./km²).